# 第6山地师 (德国国防军)
第6山地师（德语：6. Gebirgs-Division）是二战期间德国国防军的一支精锐部队。它成立於1940年6月，並被部署到法國執行佔領任務。12月，它被遷往波蘭，並在那裡待到1941年春。隨後，它參與了巴爾幹戰役期間入侵希臘的瑪麗塔行動。9月，它搬遷到芬蘭北部，在拉普蘭（摩爾曼斯克以西）驻扎。從1942年7月起，它成為北極沿岸第20山地集团军的一部分。1944年底德國人撤離芬蘭時，它撤回挪威，並在1945年戰爭結束時向英國投降。